# Hiran Silveira
Hiran Silveira é um executivo da Central Record de Comunicação.
Ex-bancário, Hiran assumiu a direção de dramaturgia da TV Record em 2004, quando foi produzido o remake A Escrava Isaura. Com o sucesso na novela, desde então a emissora não parou mais de produzir teledramaturgia. Em 2005, foi criado o RecNov, complexo de produção de novelas e minisséries da Record no Rio de Janeiro - até então os folhetins eram feitos na sede geradora da rede, em São Paulo, em uma área reservada.
Hiran foi um dos principais responsáveis pelo início das operações do RecNov contratando profissionais técnicos, diretores e um elenco com mais de 200 atores.
Deixou a vice-presidência de teledramaturgia da Rede Record em 31 de julho de 2012, depois do insucesso de Máscaras, novela de pior audiência do canal desde que produções desse tipo foi reativada. A debandada de estrelas da Record para a Rede Globo também foi um dos motivos para a emissora tirar Hiran do cargo.
Desde então, Hiran Silveira é diretor de aquisições e relações internacionais do Grupo Record.